# Česko Slovenská SuperStar (6. řada)
Šestá řada soutěže Česko Slovenská SuperStar, známé obecně jako SuperStar, měla premiéru na televizních stanicích TV Nova a TV Markíza v neděli 16. února 2020, finále proběhlo 31. května 2020. Vítězkou ročníku se stala Barbora Piešová, druhá skončila Diana Kovaľová a třetí Martin Schreiner.

## Změny
Poprvé soutěžící hodnotila pětice porotců. Oproti předchozí řadě nebyla soutěž nasazena do sobotního vysílacího času, ale vrátila se na tradičnější nedělní. Moderátor nebyl k dispozici po celou dobu SuperStar až ve finálových kolech Leoš Mareš byl osloven Pepem Majeským převzít moderátorskou roli, ale Leoš Mareš řekl, že by chtěl moderovat co nejméně, a i přestože měl největší část moderování finálových kol, některé vstupy byly moderovány dalšími členy poroty. Novinkou bylo umístění kytary a klavíru do prostor castingové místnosti. V předchozích řadách se mohli soutěžící doprovázet na libovolný nástroj, od tohoto ročníku mohli využít klavírní schopnosti Mariána Čekovského. V rámci castingů bylo umožněno všem soutěžícím využít hudební podklad. 
Další změnou bylo zrušení semifinálových kol, místo kterých měly být původně 4 epizody nazvané Divadlo, ze kterých měla vzejít finálová sestava. Kvůli pandemii koronaviru byl ale harmonogram upraven – místo 4 epizod bylo dílů 6, nejdříve 2x Bunkr, poté 3x Tajemství, kde na soutěžící čekaly výzvy a překvapení. Nakonec přišel na řadu Finálový výběr.
Zásadní změnou prošly také živé přenosy. Kvůli pandemii covidu-19 byly předtočeny všechny díly vyjma finále. Živě byly vysílány pouze dvě epizody, nejméně v historii soutěže.

## Porota
28. listopadu 2019 byla oznámena sestava poroty, která měla poprvé 5 členů. Jediným členem poroty, který se zúčastnil všech řad, zůstal zpěvák Pavol Habera. K němu se připojili moderátor a zpěvák Leoš Mareš, komik a muzikant Marián Čekovský, účastnice SuperStar z roku 2009 Monika Bagárová a herečka Patricie Pagáčová.
Poprvé soutěž neměla moderátory. Toho se zhostila celá porota v čele s Leošem Marešem.

## Super výběr

### Bunkr
80 soutěžících postoupilo do soutěžního kola, které se odehrávalo v bunkru Drnov. Děvčata byla rozřazena do skupin po pěti a zpívala bez doprovodu. Z chlapců zpívala pouze jedna pětičlenná skupina, ostatní postoupili automaticky, jelikož jich do tohoto kola postoupilo méně, z děvčat postoupila jen část. 
Druhé kolo se konalo ve stejný den. Většina soutěžících zazpívala píseň dle svého výběru. Porota dle jejich výkonu část z nich nechala postoupit dále, část postoupila přímo bez nutnosti účastnit se tohoto kola.

### Divadlo
Do divadelních kol v Karlových Varech postoupilo celkem 48 soutěžících. Zde byli rozděleni do skupin po čtyřech. Každé čtveřici byla přidělena jedna píseň, kterou se museli za den naučit. 
| Soutěžící | Soutěžící           | Píseň                 | Zpěvák          | Rozhodnutí | Soutěžící | Soutěžící            | Píseň                  | Zpěvák                | Rozhodnutí |
| --------- | ------------------- | --------------------- | --------------- | ---------- | --------- | -------------------- | ---------------------- | --------------------- | ---------- |
|           | Jaroslav Oláh       | „Baroko“              | Richard Müller  | Postoupil  |           | Daniel Mrózek        | „Let Me Entertain You“ | Robbie Williams       | Vyřazen    |
|           | Veronika Weissová   | „Baroko“              | Richard Müller  | Postoupila |           | Gabriela Beranová    | „Let Me Entertain You“ | Robbie Williams       | Vyřazena   |
|           | Nikola Šroubková    | „Baroko“              | Richard Müller  | Vyřazena   |           | Júlia Kramárová      | „Let Me Entertain You“ | Robbie Williams       | Postoupila |
|           | Jaroslav Dolník     | „Baroko“              | Richard Müller  | Postoupil  |           | Štěpán Mráz          | „Let Me Entertain You“ | Robbie Williams       | Postoupil  |
|           |                     |                       |                 |            |           |                      |                        |                       |            |
|           | Michaela Hanudelová | „Lose You to Love Me“ | Selena Gomez    | Vyřazena   |           | Samuel Meyers        | „Story of My Life“     | One Direction         | Vyřazen    |
|           | Diana Chodžajanová  | „Lose You to Love Me“ | Selena Gomez    | Vyřazena   |           | Jan Fanta            | „Story of My Life“     | One Direction         | Postoupil  |
|           | Alica Urcikánová    | „Lose You to Love Me“ | Selena Gomez    | Vyřazena   |           | Michal Choma         | „Story of My Life“     | One Direction         | Postoupil  |
|           | Nela Žáková         | „Lose You to Love Me“ | Selena Gomez    | Vyřazena   |           | Mikuláš Hrbáček      | „Story of My Life“     | One Direction         | Postoupil  |
|           |                     |                       |                 |            |           |                      |                        |                       |            |
|           | Andrea Loužecká     | „The Scientist“       | Coldplay        | Vyřazena   |           | Silvester Roštár     | „Úsmev“                | Modus                 | Vyřazen    |
|           | Martin Schreiner    | „The Scientist“       | Coldplay        | Postoupil  |           | Martina Puchalová    | „Úsmev“                | Modus                 | Vyřazena   |
|           | Hana Džurbanová     | „The Scientist“       | Coldplay        | Postoupila |           | Dominika Rovňanová   | „Úsmev“                | Modus                 | Vyřazena   |
|           | Miroslav Šimůnek    | „The Scientist“       | Coldplay        | Vyřazen    |           | Tomáš Mikulka        | „Úsmev“                | Modus                 | Postoupil  |
|           |                     |                       |                 |            |           |                      |                        |                       |            |
|           | Vlastimír Povolný   | „Let Her Go“          | Passenger       | Vyřazen    |           | Klára Berisha        | „Telephone“            | Lady Gaga ft. Beyoncé | Postoupila |
|           | Dominika Lukešová   | „Let Her Go“          | Passenger       | Postoupila |           | Valerie Lynn         | „Telephone“            | Lady Gaga ft. Beyoncé | Postoupila |
|           | Martina Koniariková | „Let Her Go“          | Passenger       | Postoupila |           | Esther Lubadika      | „Telephone“            | Lady Gaga ft. Beyoncé | Postoupila |
|           | Giovanni Ricci      | „Let Her Go“          | Passenger       | Postoupil  |           | Lucie Bikárová       | „Telephone“            | Lady Gaga ft. Beyoncé | Postoupila |
|           |                     |                       |                 |            |           |                      |                        |                       |            |
|           | Adéla Krejdlová     | „Elastic Heart“       | Sia             | Postoupila |           | Michal Šafrata       | „Come Together“        | The Beatles           | Postoupil  |
|           | Hana Paceková       | „Elastic Heart“       | Sia             | Vyřazena   |           | Barbora Piešová      | „Come Together“        | The Beatles           | Postoupila |
|           | Diana Kovaľová      | „Elastic Heart“       | Sia             | Postoupila |           | Matěj Vávra          | „Come Together“        | The Beatles           | Postoupil  |
|           | Tereza Navrátilová  | „Elastic Heart“       | Sia             | Vyřazena   |           | Sandrine Amadou Titi | „Come Together“        | The Beatles           | Vyřazena   |
|           |                     |                       |                 |            |           |                      |                        |                       |            |
|           | Václav Krušina      | „Demons“              | Imagine Dragons | Vyřazen    |           | Luboš Mráz           | „Príbeh nekončí“       | Hymna SuperStar       | Vyřazen    |
|           | Kamila Polonyová    | „Demons“              | Imagine Dragons | Vyřazena   |           | Zara Prágerová       | „Príbeh nekončí“       | Hymna SuperStar       | Vyřazena   |
|           | Timotej Májsky      | „Demons“              | Imagine Dragons | Postoupil  |           | Karin Křižová        | „Príbeh nekončí“       | Hymna SuperStar       | Postoupila |
|           | Natália Kollárová   | „Demons“              | Imagine Dragons | Postoupila |           | Dávid Jakubkovič     | „Príbeh nekončí“       | Hymna SuperStar       | Vyřazen    |

### Duety
Do další fáze postoupilo 26 soutěžících. Ti dále zpívali ve dvojicích, píseň pro ně vybírala produkce. Duety se konaly v hotelu Imperial v Karlových Varech.
| Soutěžící | Soutěžící           | Píseň                | Zpěvák                             | Rozhodnutí | Soutěžící | Soutěžící         | Píseň                           | Zpěvák                      | Rozhodnutí |
| --------- | ------------------- | -------------------- | ---------------------------------- | ---------- | --------- | ----------------- | ------------------------------- | --------------------------- | ---------- |
|           | Júlia Kramárová     | „Proud Mary“         | Tina Turner                        | Postoupila |           | Dominika Lukešová | „Someone You Loved“             | Lewis Capaldi               | Postoupila |
|           | Klára Berisha       | „Proud Mary“         | Tina Turner                        | Postoupila |           | Jaroslav Dolník   | „Someone You Loved“             | Lewis Capaldi               | Vyřazen    |
|           |                     |                      |                                    |            |           |                   |                                 |                             |            |
|           | Giovanni Ricci      | „Señorita“           | Shawn Mendes a Camila Cabello      | Postoupil  |           | Esther Lubadika   | „Perfect“                       | Ed Sheeran                  | Postoupila |
|           | Martina Koniariková | „Señorita“           | Shawn Mendes a Camila Cabello      | Postoupila |           | Michal Choma      | „Perfect“                       | Ed Sheeran                  | Vyřazen    |
|           |                     |                      |                                    |            |           |                   |                                 |                             |            |
|           | Timotej Májsky      | „Dancing on My Own“  | Calum Scott                        | Postoupil  |           | Lucie Bikárová    | „Ain't No Mountain High Enough“ | Marvin Gaye a Tammi Terrell | Postoupila |
|           | Hana Džurbanová     | „Dancing on My Own“  | Calum Scott                        | Postoupila |           | Jan Fanta         | „Ain't No Mountain High Enough“ | Marvin Gaye a Tammi Terrell | Postoupil  |
|           |                     |                      |                                    |            |           |                   |                                 |                             |            |
|           | Mikuláš Hrbáček     | „Stitches“           | Shawn Mendes                       | Postoupil  |           | Valerie Lynn      | „Smooth Criminal“               | Michael Jackson             | Vyřazena   |
|           | Karin Křížová       | „Stitches“           | Shawn Mendes                       | Postoupila |           | Matěj Vávra       | „Smooth Criminal“               | Michael Jackson             | Postoupil  |
|           |                     |                      |                                    |            |           |                   |                                 |                             |            |
|           | Martin Schreiner    | „Dusk Till Dawn“     | Zayn Malik ft. Sia                 | Postoupil  |           | Veronika Weissová | „Angels“                        | Robbie Williams             | Postoupila |
|           | Diana Kovaľová      | „Dusk Till Dawn“     | Zayn Malik ft. Sia                 | Postoupila |           | Štěpán Mráz       | „Angels“                        | Robbie Williams             | Vyřazen    |
|           |                     |                      |                                    |            |           |                   |                                 |                             |            |
|           | Tomáš Mikulka       | „V slepých uličkách“ | Marika Gombitová a Miroslav Žbirka | Vyřazen    |           | Natália Kollárová | „Don't Go Breaking My Heart“    | Elton John a Kiki Dee       | Vyřazena   |
|           | Barbora Piešová     | „V slepých uličkách“ | Marika Gombitová a Miroslav Žbirka | Postoupila |           | Jaroslav Oláh     | „Don't Go Breaking My Heart“    | Elton John a Kiki Dee       | Vyřazen    |
|           |                     |                      |                                    |            |           |                   |                                 |                             |            |
|           | Michal Šafrata      | „Shallow“            | Lady Gaga a Bradley Cooper         | Postoupil  |           |                   |                                 |                             |            |
|           | Adéla Krejdlová     | „Shallow“            | Lady Gaga a Bradley Cooper         | Vyřazena   |           |                   |                                 |                             |            |

### Finálový výběr
Do poslední předtočené fáze postoupilo 18 soutěžících. Toto semifinálové kolo poprvé nebylo vysíláno živě a porota sama vybrala finálovou desítku. Natáčení probíhalo v pražském klubu Epic bez diváků 11. března, tedy den před zákazem shromažďování více než 100 lidí na jednom místě.
| Pořadí | Stát      | Soutěžící           | Píseň                           | Zpěvák             | Rozhodnutí |
| ------ | --------- | ------------------- | ------------------------------- | ------------------ | ---------- |
| 5      | Česko     | Klára Berisha       | „If I Were a Boy“               | Beyoncé            | Vyřazena   |
| 7      | Česko     | Lucie Bikárová      | „Don't You Worry 'Bout A Thing“ | Tori Kelly         | Postoupila |
| 14     | Česko     | Hana Džurbanová     | „Lásko, voníš deštěm“           | Marie Rottrová     | Vyřazena   |
| 11     | Česko     | Jan Fanta           | „I'm Still Standing“            | Elton John         | Vyřazen    |
| 17     | Česko     | Mikuláš Hrbáček     | „Sorry“                         | Justin Bieber      | Vyřazen    |
| 12     | Slovensko | Martina Koniariková | „A Thousand Years“              | Christina Perri    | Vyřazena   |
| 8      | Slovensko | Diana Kovaľová      | „Hello“                         | Adele              | Postoupila |
| 10     | Slovensko | Júlia Kramárová     | „Hurt“                          | Christina Aguilera | Postoupila |
| 2      | Česko     | Karin Křížová       | „Million Reasons“               | Lady Gaga          | Vyřazena   |
| 13     | Angola    | Esther Lubadika     | „I Wanna Dance with Somebody“   | Whitney Houston    | Postoupila |
| 3      | Česko     | Dominika Lukešová   | „Love Me Like You Do“           | Ellie Goulding     | Postoupila |
| 4      | Slovensko | Timotej Májsky      | „Crazy“                         | Gnarls Barkley     | Postoupil  |
| 18     | Slovensko | Barbora Piešová     | „I Will Survive“                | Gloria Gaynor      | Postoupila |
| 15     | Slovensko | Giovanni Ricci      | „Say You Won't Let Go“          | James Arthur       | Postoupil  |
| 6      | Česko     | Martin Schreiner    | „Jealous“                       | Labrinth           | Postoupil  |
| 9      | Česko     | Michal Šafrata      | „On My Head“                    | Dan Bárta          | Postoupil  |
| 1      | Česko     | Matěj Vávra         | „Mercy“                         | Shawn Mendes       | Vyřazen    |
| 16     | Česko     | Veronika Weissová   | „Bound to You“                  | Christina Aguilera | Vyřazena   |

## Finalisté
| Tvar SMS | Stát                           | Soutěžící         | Věk | Bydliště    | Umístění       |
| -------- | ------------------------------ | ----------------- | --- | ----------- | -------------- |
| Star 7   | Slovensko                      | Barbora Piešová   | 19  | Prievidza   | Vítězka        |
| Star 2   | Slovensko                      | Diana Kovaľová    | 15  | Fuengirola  | 2. místo       |
| Star 9   | Česko                          | Martin Schreiner  | 22  | Praha       | 3. místo       |
| Star 5   | Česko                          | Dominika Lukešová | 17  | Králův Dvůr | 4. místo       |
| Star 8   | Slovensko                      | Giovanni Ricci    | 22  | Nitra       | 5. místo       |
| Star 1   | Česko                          | Lucie Bikárová    | 16  | Brno        | 6. - 10. místo |
| Star 3   | Slovensko                      | Michal Šafrata    | 21  | Litohoř     | 6. - 10. místo |
| Star 4   | Konžská demokratická republika | Timotej Májsky    | 22  | Púchov      | 6. - 10. místo |
| Star 6   | Slovensko                      | Júlia Kramárová   | 19  | Vídeň       | 6. - 10. místo |
| Star 10  | Česko                          | Esther Lubadika   | 28  | Praha       | 6. - 10. místo |

## Finálová kola
Do finálových kol prošlo celkem 10 soutěžících. V prvním přenosu na základě diváckého hlasování pět soutěžících s nejnižším počtem hlasů show opustilo. Ve druhém živém přenosu každý ze soutěžících zazpíval dvakrát, načež se divácké hlasování pozastavilo a soutěž opustili další dva soutěžící s nejnižším počtem hlasů. Zbývající trojice zazpívala ještě jednou, poté byl vyhlášen vítěz.
Kvůli probíhající pandemii covidu-19 podstoupili soutěžící i porota test na tuto nemoc. Štáb nosil roušky, rukavice, štíty a další zdravotnické pomůcky, soutěžící, porota a kapela byli během živého vysílání bez roušek. Finalisté bydleli v hotelu s omezeným režimem, aby se minimalizoval kontakt s veřejností. Oba přenosy byly bez diváků, v prvním byli soutěžící v kontaktu s rodinnými příslušníky online, ve druhém byla část z nich v hledišti.
Moderátorem finálových kol byl víceméně Leoš Mareš, ale celá porota se zapojila do moderování.

### TOP 10
Společná píseň finalistů: „Will You Be There“ (Michael Jackson)
| Pořadí | Soutěžící         | Píseň                     | Zpěvák                      | Rozhodnutí |
| ------ | ----------------- | ------------------------- | --------------------------- | ---------- |
| 3      | Lucie Bikárová    | „One Night Only“          | Beyoncé                     | Vyřazena   |
| 10     | Diana Kovaľová    | „You Lost Me“             | Christina Aguilera          | Postoupila |
| 5      | Júlia Kramárová   | „The Edge of Glory“       | Lady Gaga                   | Vyřazena   |
| 9      | Esther Lubadika   | „Can't Hold Us“           | Macklemore & Ryan Lewis     | Vyřazena   |
| 6      | Dominika Lukešová | „Stay With Me“            | Sam Smith                   | Postoupila |
| 4      | Timotej Májsky    | „Myslím, že môže byť“     | IMT Smile & Marián Čekovský | Vyřazen    |
| 2      | Barbora Piešová   | „Somebody to Love“        | Queen                       | Postoupila |
| 7      | Giovanni Ricci    | „I Don't Care“            | Ed Sheeran & Justin Bieber  | Postoupil  |
| 8      | Martin Schreiner  | „Tančíš sama“             | Petr Muk                    | Postoupil  |
| 1      | Michal Šafrata    | „Are You Gonna Go My Way“ | Lenny Kravitz               | Vyřazen    |

### TOP 5 – Mezinárodní hity & Česko Slovenské hity
Skupinové vystoupení: „Hity Pavola Habery“ (doprovázel Marián Čekovský)
Členka poroty Monika Bagárová se SuperFinále osobně nezúčastnila, jelikož několik dní před jeho konáním porodila. V průběhu vysílání se ale v porotě několikrát objevila online.
| Pořadí | Soutěžící         | Píseň 1                | Zpěvák 1            | Píseň 2                      | Zpěvák 2       | Rozhodnutí |
| ------ | ----------------- | ---------------------- | ------------------- | ---------------------------- | -------------- | ---------- |
| 4      | Diana Kovaľová    | „Set Fire to the Rain“ | Adele               | „Voda, čo ma drží nad vodou“ | Elán           | Postoupila |
| 3      | Dominika Lukešová | „No Time to Die“       | Billie Eilish       | „Na ostří nože“              | Ewa Farna      | Vyřazena   |
| 1      | Barbora Piešová   | „I'm So Excited“       | The Pointer Sisters | „Milovanie v daždi“          | Richard Müller | Postoupila |
| 5      | Giovanni Ricci    | „Your Song“            | Elton John          | „Mám ťa rád“                 | Karol Duchoň   | Vyřazen    |
| 2      | Martin Schreiner  | „My Heart Will Go On“  | Céline Dion         | „Žal se odkládá“             | Jiří Korn      | Postoupil  |

### TOP 3 – Castingové Skladby & Best Of
| Pořadí | Soutěžící        | Píseň               | Zpěvák             | Rozhodnutí |
| ------ | ---------------- | ------------------- | ------------------ | ---------- |
| 1      | Diana Kovaľová   | „Someone You Loved“ | Lewis Capaldi      | 2. místo   |
| 3      | Barbora Piešová  | „Next to Me“        | Imagine Dragons    | Vítězka    |
| 2      | Martin Schreiner | „Say Something“     | Christina Aguilera | 3. místo   |

## Sledovanost
| #      | Epizoda                         | Datum premiéry  | Sledovanost Česko | Sledovanost Slovensko | Ref.          |
| ------ | ------------------------------- | --------------- | ----------------- | --------------------- | ------------- |
| 1      | Castingy 1                      | 16. února 2020  | 754 000           | 468 000               | [ 4 ] [ 17 ]  |
| 2      | Castingy 2                      | 23. února 2020  | 691 000           | 512 000               | [ 18 ] [ 19 ] |
| 3      | Castingy 3                      | 1. března 2020  | 803 000           | 484 000               | [ 20 ] [ 21 ] |
| 4      | Castingy 4                      | 8. března 2020  | 784 000           | 506 000               | [ 22 ] [ 23 ] |
| 5      | Castingy 5                      | 15. března 2020 | 981 000           | 516 000               | [ 24 ] [ 25 ] |
| 6      | Castingy 6                      | 22. března 2020 | 899 000           | 564 000               | [ 26 ] [ 27 ] |
| 7      | Castingy 7                      | 29. března 2020 | 937 000           | 521 000               | [ 28 ] [ 29 ] |
| 8      | Castingy 8                      | 5. dubna 2020   | 818 000           | 586 000               | [ 30 ] [ 31 ] |
| 9      | Super výběr 1 – Bunkr           | 12. dubna 2020  | 783 000           | 566 000               | [ 32 ] [ 33 ] |
| 10     | Super výběr 2 – Bunkr           | 19. dubna 2020  | 750 000           | 634 000               | [ 34 ] [ 35 ] |
| 11     | Super výběr 3 – Divadlo         | 26. dubna 2020  | 853 000           | 655 000               | [ 36 ] [ 37 ] |
| 12     | Super výběr 4 – Divadlo a duety | 3. května 2020  | 851 000           | 652 000               | [ 38 ] [ 39 ] |
| 13     | Super výběr 5 – Duety           | 10. května 2020 | 890 000           | 625 000               | [ 40 ] [ 41 ] |
| 14     | Super výběr 6 – Finálový výběr  | 17. května 2020 | 861 000           | 601 000               | [ 42 ] [ 43 ] |
| 15     | Finále 1                        | 24. května 2020 | 858 000           | 655 000               | [ 44 ] [ 45 ] |
| 16     | Finále 1 – Rozhodnutí           | 24. května 2020 | 793 000           | 563 000               | [ 44 ] [ 45 ] |
| 17     | Super Finále                    | 31. května 2020 | 1 019 000         | 678 000               | [ 46 ] [ 47 ] |
| Průměr | Průměr                          | Průměr          | 842 647           | 575 647               | —             |

## Galerie

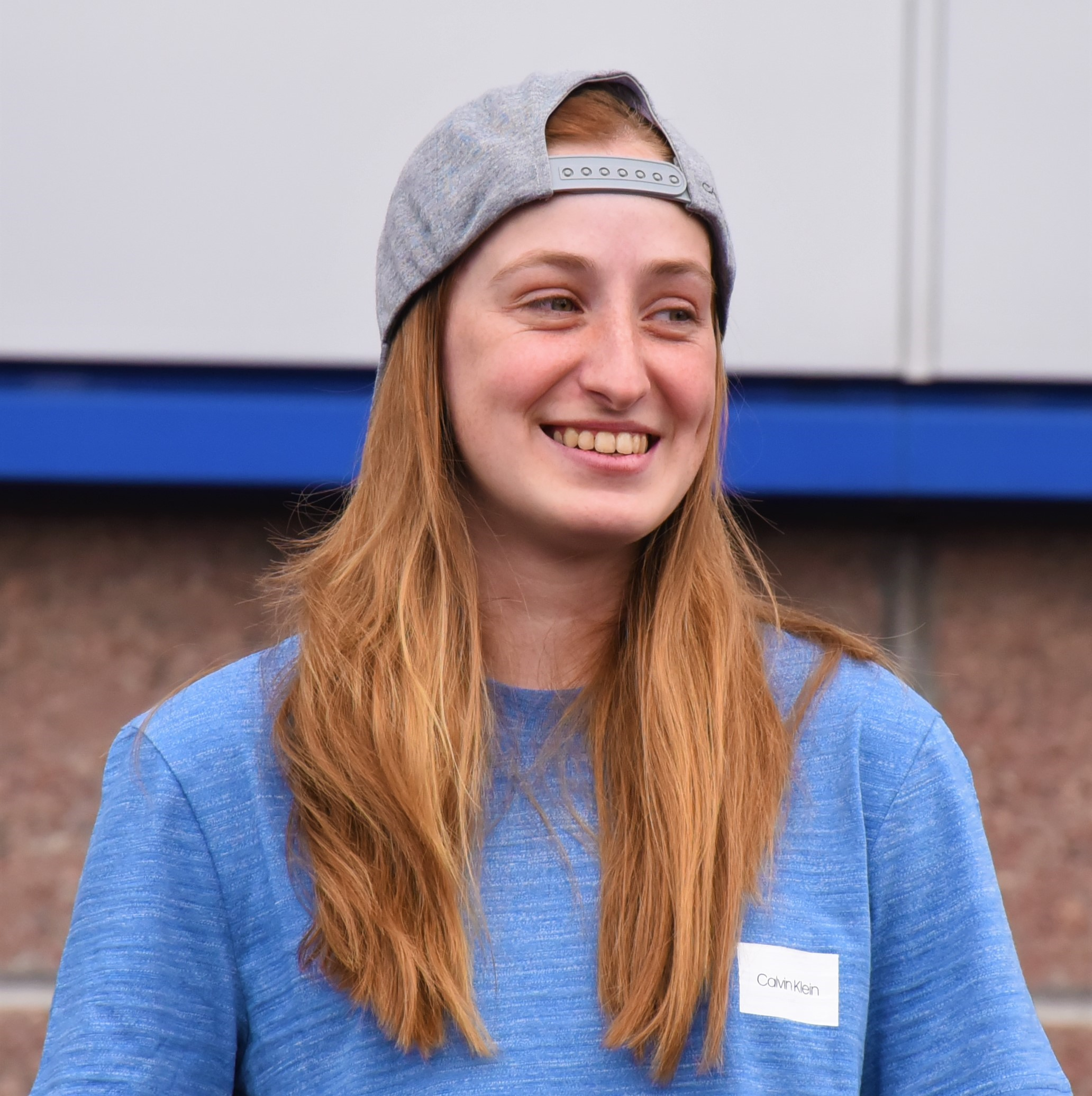
Barbora Piešová – 1. místo
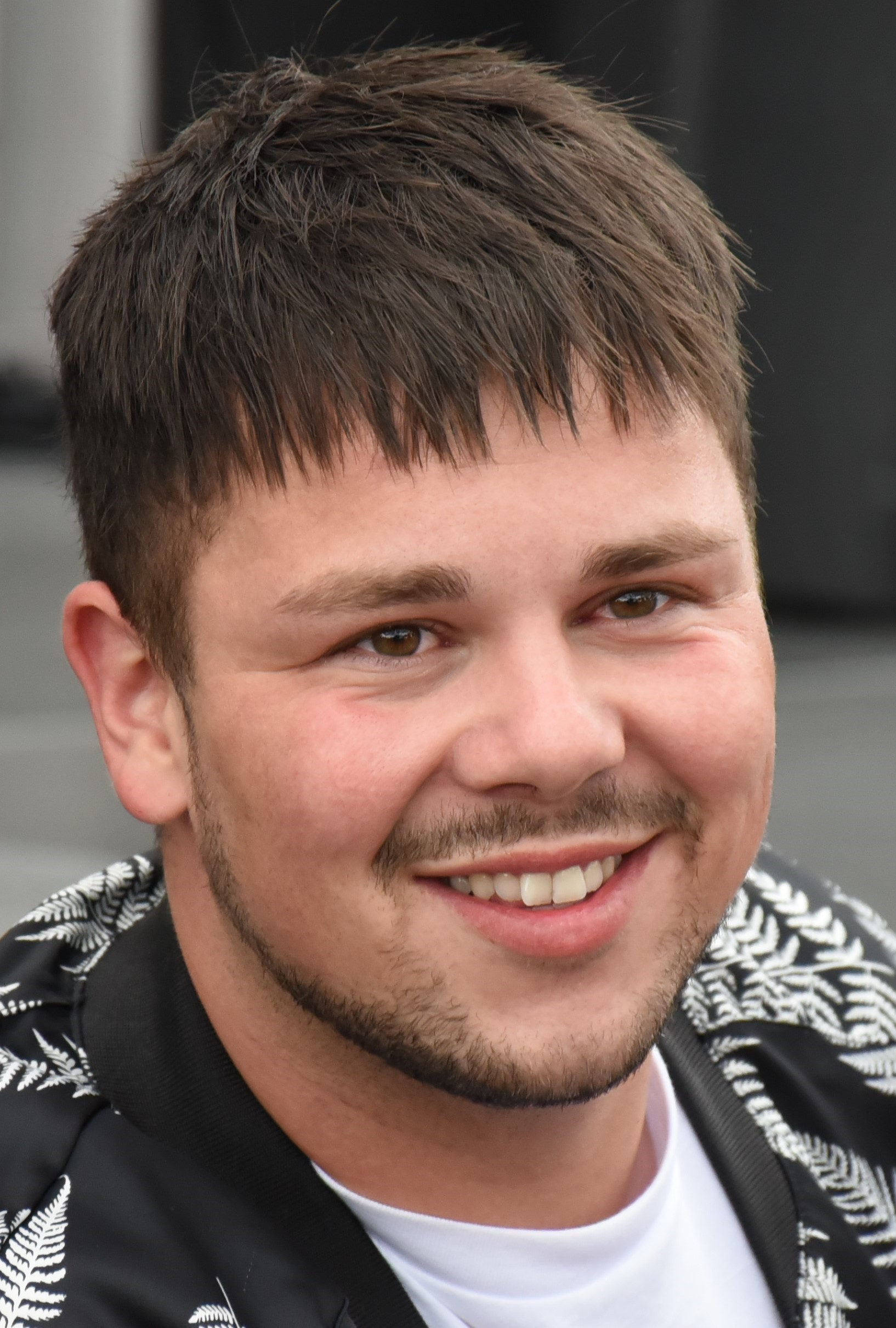
Martin Scheiner – 3. místo
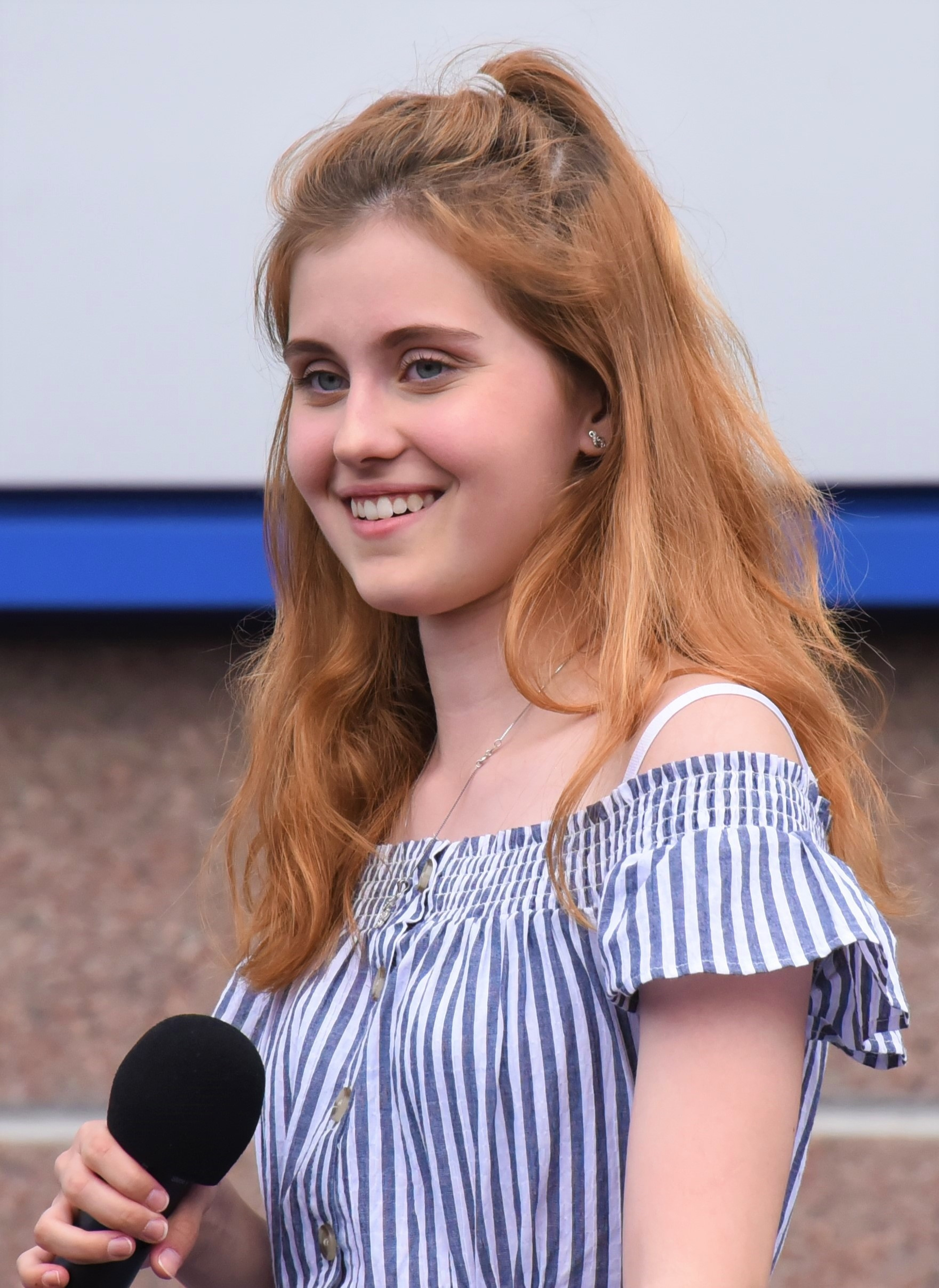
Dominika Lukešová – 4. místo